# Арнальд, Джордж
Джордж Арнальд (англ. George Arnald; 1763[…], Беркшир — 21 ноября 1841, Лондон) – британский художник-пейзажист и маринист.

## Биография
Джордж Арнальд родился в 1763 году. Согласно одной версии, он родился в деревне Фарндип (ныне Фарндиш) в Нортгемптоншире (ныне Бедфордшир), тогда как согласно другому предположению он родился в Беркшире.
Существует мало сведений о ранних годах жизни Арнальда, но считается, что он начал свою трудовую жизнь в качестве слуги, прежде чем обратиться к изучению искусства. Он был учеником портретиста и гравера Уильяма Петера (1738-1821).
Арнальд впервые выставлялся в Королевской академии художеств в 1788 году. В конечном итоге за всю его карьеру там было выставлено 176 его работ. Он также выставил (за всё время) 63 работы в Британском Институте. Он был избран ассоциированным членом Королевской академии 5 ноября 1810 года, но так и не был принят в ее состав. Обращаясь к талантливому художнику-любителю и меценату сэру Джорджу Бомонту, который оказал большое влияние на создание Британского института и Национальной галереи, Уильям Вордсворт посетовал на отсутствие у Арнальда литературного образования, заявив, что он:

«...был бы более талантливым художником, если бы его гений заставил его больше читать в начале его жизненного пути. . . . Я не думаю, что можно преуспеть в пейзажной живописи без сильного развития духа поэзии».

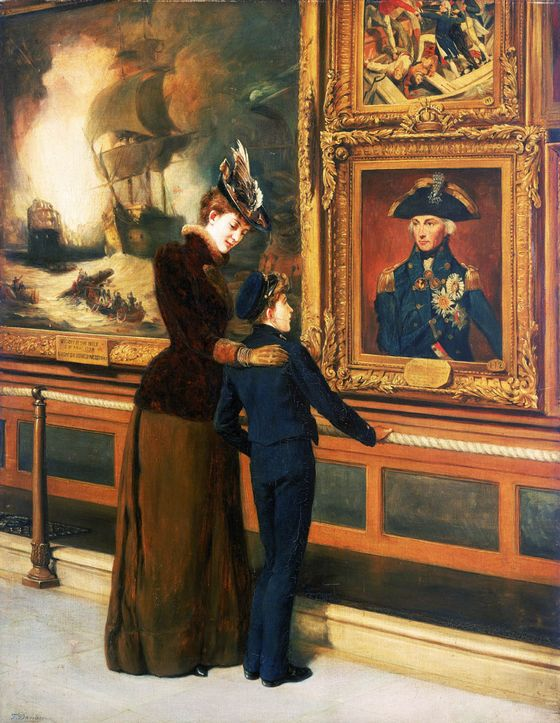
Картина «Гордость и Слава Англии» Томаса Дэвидсона, представляющая собой пример «картины в картине». Знатная дама и её сын, морской кадет, рассматривают картину «Взрыв французского флагманского корабля «L’Orient» в ходе битвы при Абукире» Джорджа Арнальда и портрет адмирала Нельсона работы Лемюэля Эббота.

Хотя Арнальд был преимущественно пейзажистом, его самая известная работа была отклонением от его обычной темы. «Взрыв французского флагманского корабля «L’Orient» в ходе битве при Абукире 1 августа 1798 года», является единственной известной мариной работы Арнальда. Она была одной из четырех картин, заказанных за 500 фунтов стерлингов каждая в рамках конкурса на картины для украшения галереи Гринвичского морского госпиталя. Картина была выставлена в Британском институте в 1827 году а в настоящее время экспонируется в Национальном Морском музее в Гринвиче, Лондон. Эта картина также представлена как «картина в картине» в работе Томаса Дэвидсона «Гордость и Слава Англии». 
Арнальд был другом художника Джона Варли, в 1798 и 1799 годах они вместе путешествовали по Уэльсу. Среди учеников Арнальда был портретист Генри Уильям Пикерсгилл, ставший полноправным членом Королевской академии и изобразивший на одном из своих портретов того самого Уильям Вордсворта, который столь критически отозвался о его учителе.
Кроме пейзажей и единственной марины, принесшей ему значительную известность, Арнальд работал в жанре городского пейзажа, портрета, исторической живописи, создал немало книжных иллюстраций, а в 1828 году издал свой собственный альбом видов на реку Маас. В 1839 году он опубликовал «Практический трактат о пейзажной живописи маслом».
Арнальд умер в Пентонвилле, Лондон, 21 ноября 1841 года.
В настоящее время работы Арнальда хранятся в коллекциях многих британских музеев, включая галерею Тейт, музей Королевской академии, Национальную портретную галерею и уже упоминавшийся Морской музей (всё в Лондоне), а также в коллекциях нескольких провинциальных британских музеев и в коллекции Льежского университета в Бельгии.

## Книги Арнальда
- The river Meuse : being delineations of the picturesque scenery on the river and its banks, from the city of Liége to that of Mezières. The drawings were made ... in ... 1818 / and are etched by George Arnald, engraved in mezzotint by S. W. Reynolds, C. Turner, W. Ward ... , T. Lupton, H. Dawe, J. P. Quilley, etc. ... and other eminent engravers, 1828.
- A practical treatise on landscape painting in oil: illustrated by various diagrams and with two original studies in oil painted on the principles given in the treatise, 1839.

## Книги с иллюстрациями Арнальда
- Scott, W. The Border Antiquities of England and Scotland. Edinburgh: 1814
- Dugdale, James. The New British Traveller. London: J Robins & Co, 1819
- Wright, Thomas. History and Topography of the County of Essex. London: G. Virtue, 1836

## Галерея

Некоторые работы
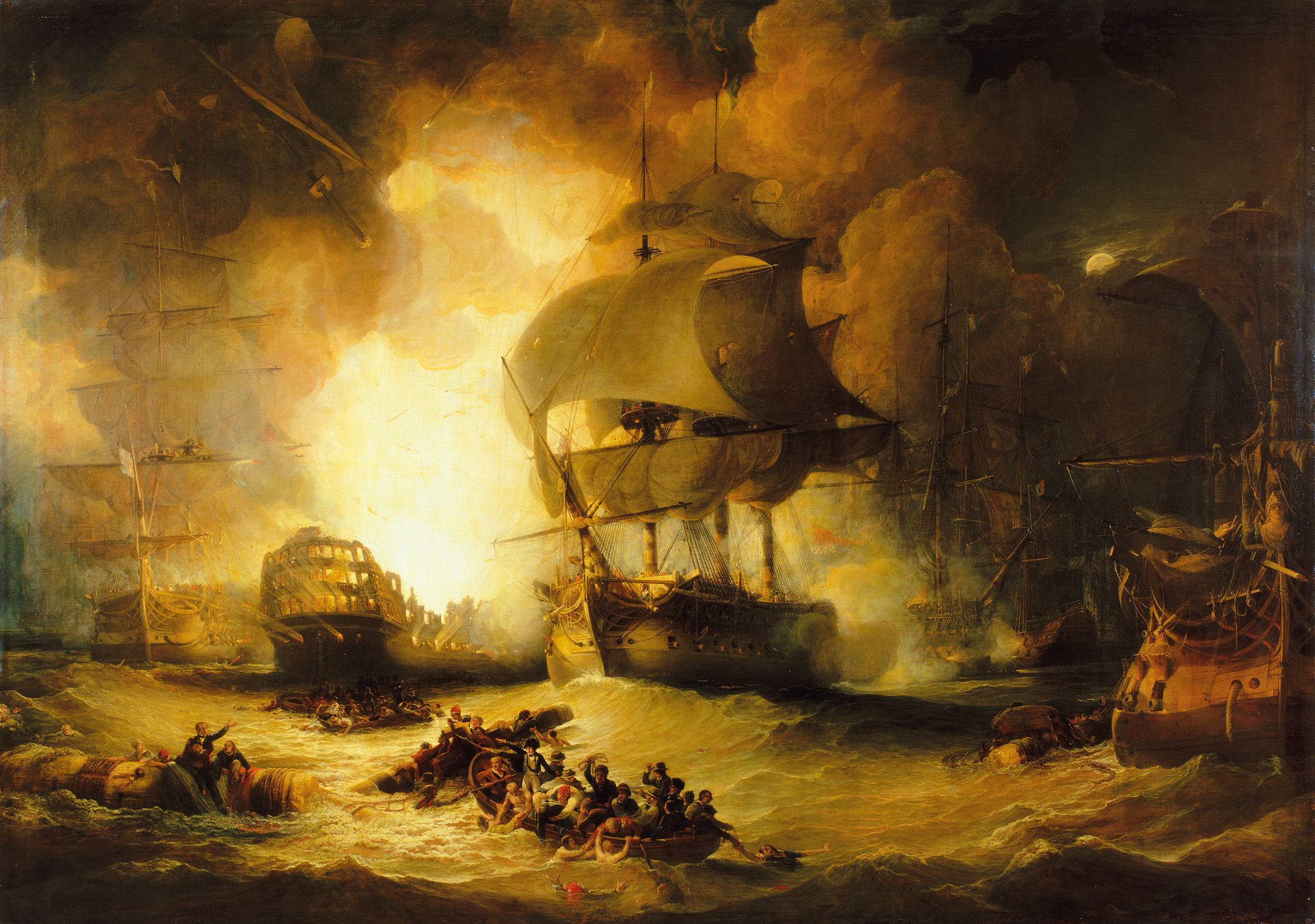
«Взрыв французского флагманского корабля «L’Orient» в ходе битвы при Абукире», Национальный морской музей (Великобритания).
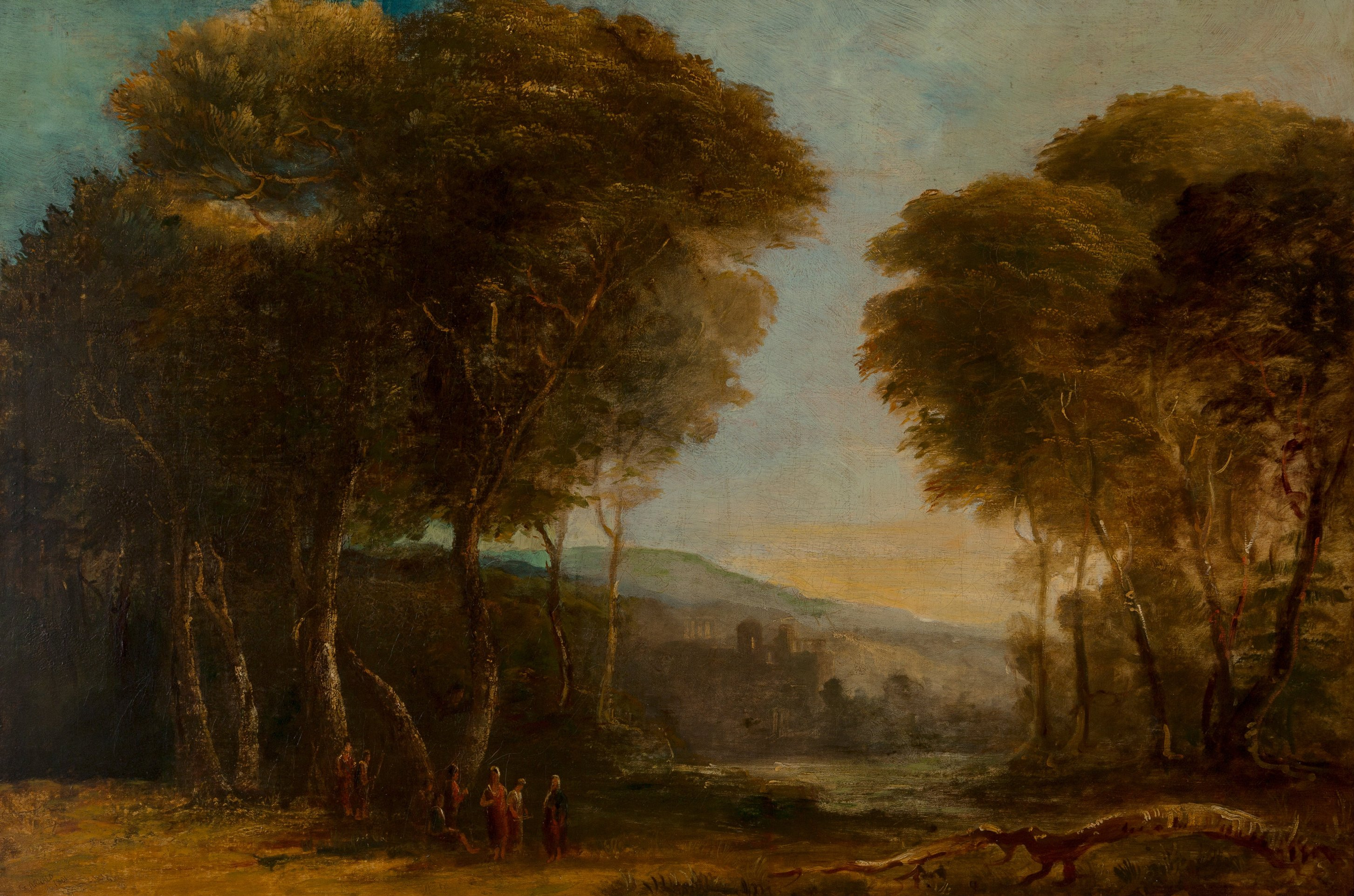
Собрание на краю леса. 1801, частное собрание.
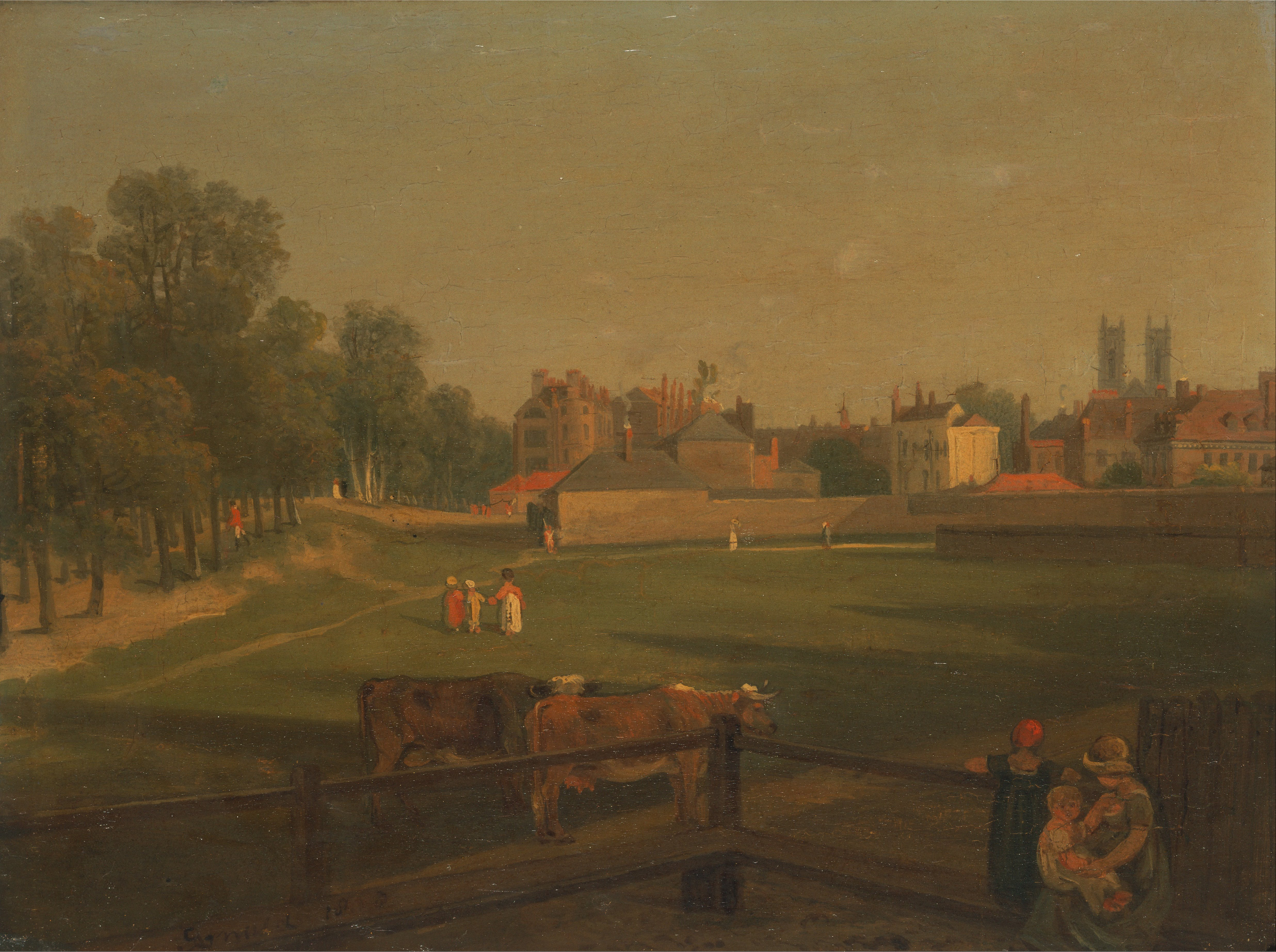
Вид западной части Вестминстера, Лондон. 1808, Йельский музей британского искусства, США (в запасниках).
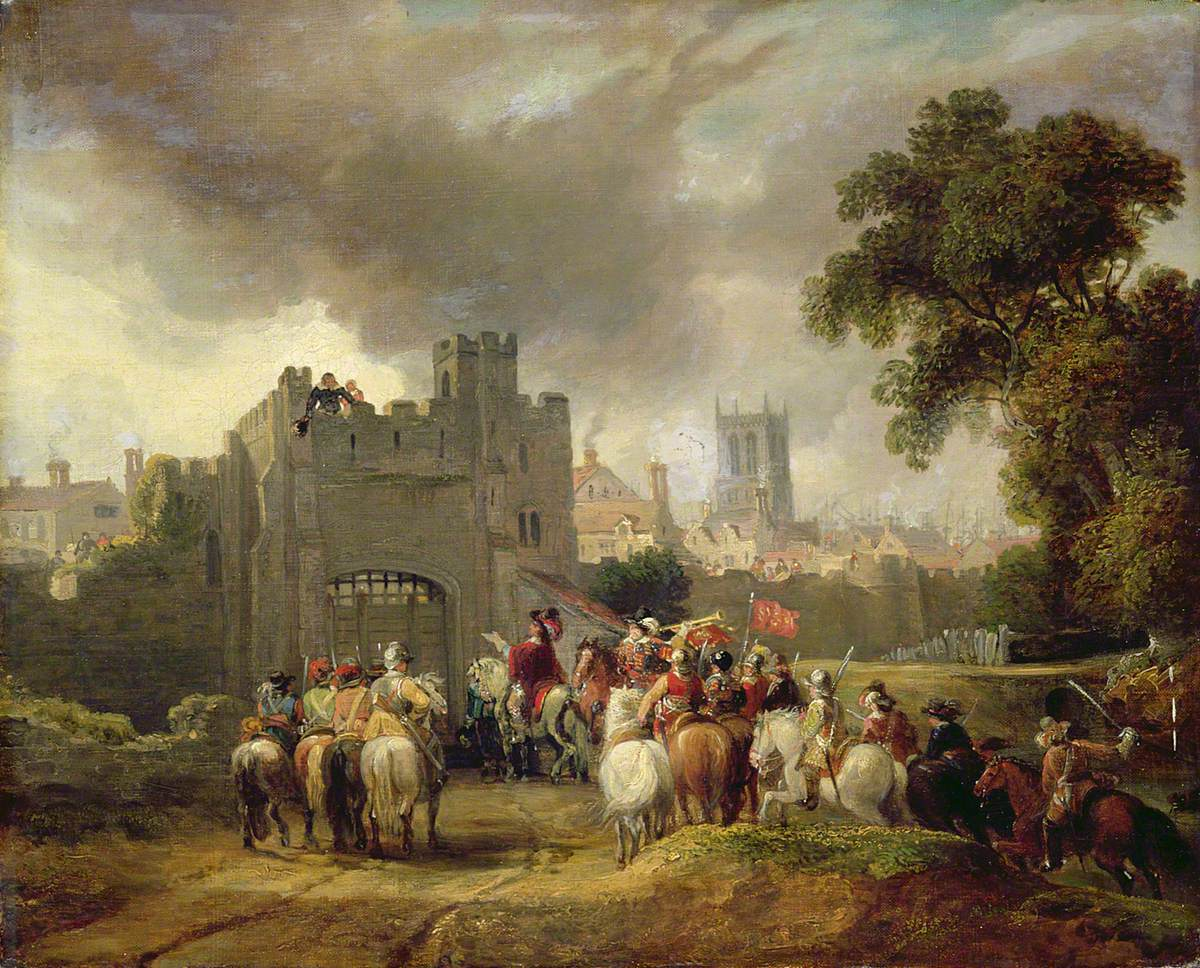
Карл I требует пропустить его в город Гулль через ворота Беверли, 23 апреля 1642 года. Около 1819.
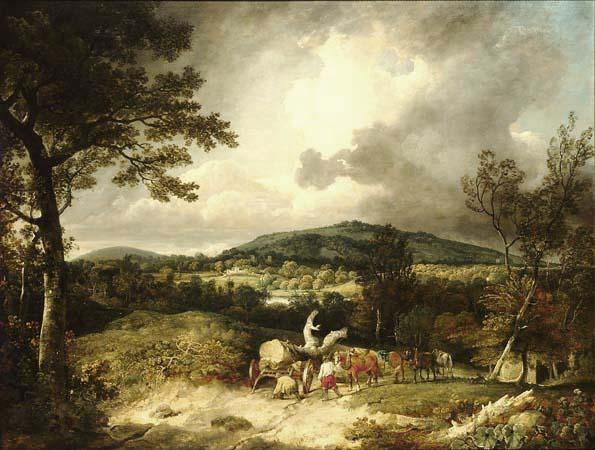
Лесорубы на фоне замка Хайклер в Гэмпшире. 1805.
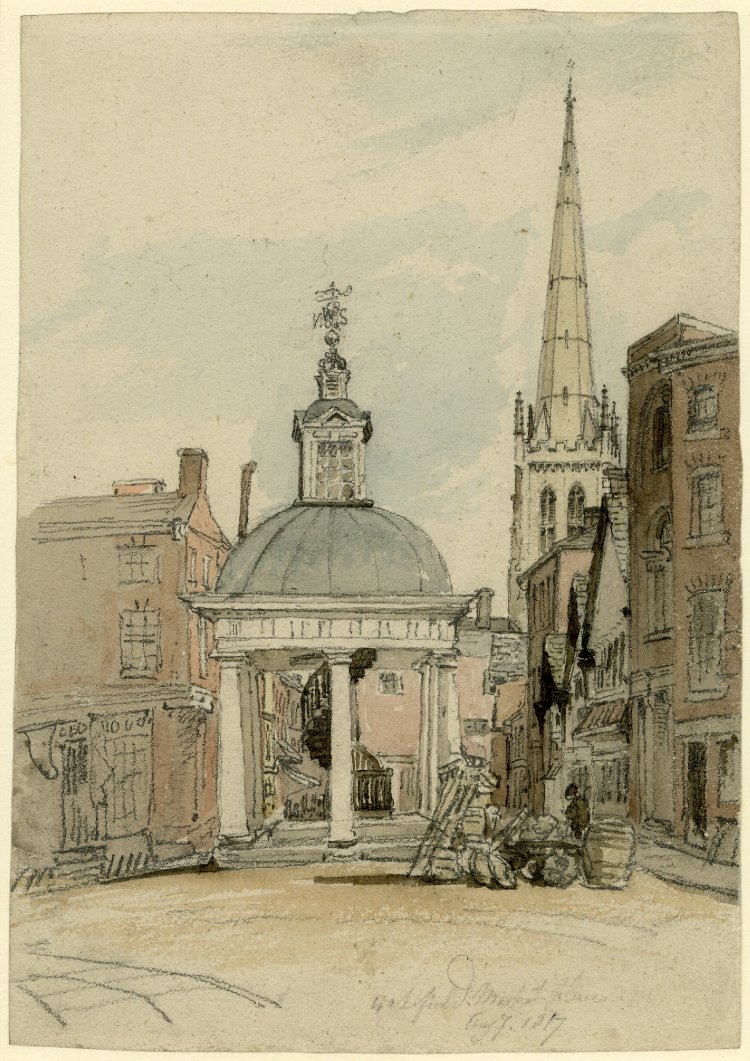
Рыночная площадь в Уэйкфилде, Йоркшир. 1817, Британский музей.